# Wienerschnitzel
Wienerschnitzel là một chuỗi nhà hàng thức ăn nhanh của Mỹ được thành lập năm 1961 bởi John Galardi tại Wilmington, California, nơi nó có trụ sở chính. Nó chuyên về hot dog, còn được gọi là Chuỗi Hot Dog lớn nhất thế giới. Các địa điểm của Viennaerschnitzel được tìm thấy chủ yếu ở California và Texas, mặc dù các địa điểm khác nằm ở Arizona, Colorado, Illinois, Louisiana, Mới Mexico, Nevada, Utah và Washington. Bên ngoài 50 tiểu bang, có một cửa hàng nằm ở đảo và một ở Panama.